# Colin Winnette
Colin Winnette est un romancier américain , à la fois auteur de romans, nouvelles et poèmes. Il est l’auteur de cinq livres dont deux traduits en français . Originaire de Denton (Texas), il vit à San Francisco.

## Œuvre traduite
- Là où naissent les ombres : roman  (trad. de l'anglais), Paris, Editions Denoël, 2016, 221 p. (ISBN 978-2-207-13160-2)Trad. de l'anglais (États-Unis) par Sarah Gurcel
- Coyote : roman  (trad. de l'anglais), Paris, Editions Denoël, 2017, 117 p. (ISBN 978-2-207-13155-8)Trad. de l'anglais (États-Unis) par Sarah Gurcel
- Le Rôle de la guêpe : roman  (trad. de l'anglais), Paris, Editions Denoël, 2018, 198 p. (ISBN 978-2-207-14033-8)Trad. de l'anglais (États-Unis) par Robinson Lebeaupin